# Foudre (L9011)
Foudre (L9011) byla doková výsadková loď Francouzského námořnictvo, která je nyní ve službě u Chilského námořnictva pod jménem Sargento Aldea (LSDH-91). Jedná se o první jednotku třídy Foudre.

## Obchod s Chile

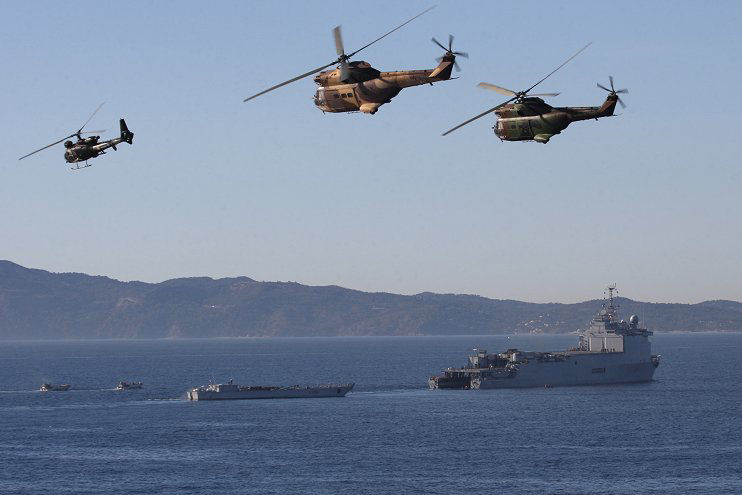
Foudre během cvičení Ecume éternelle v roce 2008

V říjnu 2011 se Chile dohodlo s Francií o nákupu výsadkové lodě Foudre (L9011) za přibližně 80 000 000 USD. Dne 23. prosince 2011 Chilské námořnictvo loď obdrželo a pověřilo jí do služby pod jménem Sargento Aldea (LSDH-91).

## Výzbroj
Foudre byla vyzbrojena třemi dvojitými raketomety Simbad pro protiletadlové řízené střely Mistral, třemi 30mm automatickými kanóny Breda-Mauser a čtyřmi 12,7mm těžkými kulomety M2 Browning. Loď disponuje přistávací plochou a hangárem pro čtyři vrtulníky Eurocopter AS532 Cougar.